# Дьявол среди людей
«Дья́вол среди́ люде́й» (название дано публикаторами, авторский вариант в рукописи: «Дьявол между людей») — фантастическая повесть Аркадия Стругацкого, написанная под псевдонимом С. Ярославцев в 1991 году и опубликованная в 1993-м. Последнее произведение писателя.
Главный герой — Ким Волошин — в течение всей своей жизни подвергался мучительным испытаниям. Во время войны у него погибли все родственники и он попал в детский дом города Ташлинска. Впоследствии он стал перспективным журналистом, уехал учиться в Москву, где женился на дочери профессора. Однако, сделавшись активистом диссидентского движения, Ким попал под суд и в лагеря. Вернулся он в Ташлинск калекой и с помешавшейся женой, вскоре умершей. Устроившись журналистом местной газеты, он отправился   работать в очистке    последствий радиоактивной аварии в Полынь-городе. Под воздействием радиации он приобретает сверхчеловеческие качества: сжимая сосуды головного мозга людей, творящих зло ему или его близким, Ким может лишить их разума или умертвить.
Первоначальный замысел повести «о человеке, которого опасно обижать», относился к 1975 году и вновь упоминался через девять лет. В мае 1990 года началась предметная разработка замысла «Несчастного мстителя», но у Стругацких на тот момент уже начался затяжной творческий кризис, который так и не был преодолён. Замыслом чрезвычайно увлёкся А. Н. Стругацкий, в записях которого формируемый текст условно именовался «Бич Божий»; активная работа над ним шла в июне — июле 1990 года. Рукопись под таким названием была им окончена к сентябрю и не вызвала одобрения первых читателей — жены и лечащего врача Аркадия Натановича. Во время ноябрьской рабочей встречи с Борисом Стругацким брат-соавтор также начал работать над сюжетом; впоследствии из этого замысла «прорастёт» роман «Поиск предназначения» (1994—1995). После случившегося в январе 1991 года конфликта между братьями Аркадий Стругацкий поставил Бориса перед фактом, что будет заканчивать повесть самостоятельно. Из-за тяжёлого заболевания он спешил и передал чистовую рукопись в издательство «Текст» 22 апреля 1991 года. В беловике текст назывался «Дьявол между людей», автором указан С. Ярославцев. Из-за кончины Аркадия Стругацкого 12 октября 1991 года и последующего экономического кризиса первое издание состоялось намного позднее — в сборнике «Дьявол среди людей» в 1993 году; название повести и книге присвоено редакторами. Далее повесть печаталась во всех собраниях сочинений Стругацких и во многих сборниках; в полном 33-томнике группы «Людены» текст с комментариями вошёл в 29-й том. Повесть переведена на чешский и немецкий языки.
«Дьявол среди людей» не заинтересовал рецензентов, хотя и упоминался во всех биографиях и исследованиях творчества Стругацких. Критики (Р. Арбитман, Ант Скаландис, В. Кайтох) отмечали «конспективность» повествования и скомканность финала, явно свидетельствующие, что автор не успел завершить своё творение. Выдвигалось предположение, что не эта повесть должна была стать итоговым произведением А. Н. Стругацкого, о котором он упоминал в одном из последних интервью. Б. Н. Стругацкий высоко оценивал повесть: и по значимости фантастического допущения (превращение современного человека в дьявола под давлением невыносимых жизненных обстоятельств), и по «мощи его воплощения». В 2008 году Борис Стругацкий включил повесть в сборник лучших произведений Стругацких, по их собственным представлениям.

## Сюжет
Повесть состоит из 20 глав и трёх эпилогов; сюжет линейный. Повествование ведётся от имени врача Алексея Андреевича Корнакова, всю жизнь прожившего и работающего в заштатном городке Ташлинск Ольденбургской области. Мемуары свои он написал по просьбе майора милиции С., умершего «не от тех болезней, которые за ним числились». Ещё в школе, оказавшись за одной партой с детдомовцем Кимом Волошиным, Корнаков узнал его историю; и впоследствии они изредка встречались, хотя и без былой теплоты.

### Предыстория
Ким Сергеевич Волошин в точности не знал своего возраста: в детском доме документы на него выписали «на глазок». Не знал он также ни своей фамилии, ни имени отца, отчество и фамилия ему достались от какого-то солдата, «не то санитара, не то кашевара, при котором он какое-то время кантовался, пока не был отправлен в тыл». Родом был Ким «откуда-то с юга, то ли из Батайска, то ли из Ростова». Отец ушёл на фронт и сразу сгинул, мать с Кимом бежала от наступавших на Сталинград немцев к своим родителям в деревню, которая весной 1942 года всё равно оказалась под оккупацией. Зимой 1943 года через деревню прошла линия фронта, и в результате погибли и дед, и бабушка и мать Кима, который, как ему казалось, целую вечность пролежал под их трупами. Однако его нашли и подобрали советские солдаты; потом Кима отправили в эвакуацию, где в детском доме он оказался единственным русским среди украинцев и подвергся жестоким издевательствам (у него отобрали ботинки, отнимали еду, били, мочились в постель). В конце концов он ударил главного обидчика табуреткой по голове; дело замяли, но издевательства прекратились.
В шестом классе Ким бросил школу и перешёл в ремесленное училище, а потом не попал под воинский призыв: у него открылся приобретённый порок сердца. Работая автомехаником, он сделался народным корреспондентом «Ташлинской правды» и так в конце пятидесятых познакомился с будущей женой — двадцатилетней Ниной Востоковой. Нина была дочерью московского профессора (специалиста по журналистской деятельности Ленина); она была отправлена на периферию практиканткой от Московского института журналистики. Ким получил извещение о зачислении в этот же институт, женился на Нине и поселился в квартире тестя. Он успешно закончил курс, Нина работала в «Советской культуре», а Востоков устроил Кима в аспирантуру. В середине шестидесятых за активное распространение «„Информационного листка“, разоблачавшего противоправные действия КГБ, прокуратуры и партийной элиты», и членство в «Союзе демократической молодёжи против правительственного произвола» Волошина арестовали. В течение последующих лет Ким прошёл через ад следствия (во время допроса в Матросской тишине ему выбили глаз) и лагеря. За отказ выходить на работы его избили до полусмерти, а потом уголовники отрубили ему палец. Нину за отказ отречься от мужа отец выгнал из дома, она жила у подруги, а при попытке ходатайствовать за Волошина у неё произошёл выкидыш. Два года Нина провела в психиатрической больнице, а потом, безработная и бездомная, ютилась у той же подруги.

### Перерождение
Отбывший срок Волошин с таявшей на глазах Ниной вернулся в Ташлинск, работал в колхозе и жил в бараке. Тридцатидвухлетняя Нина умерла от обширного кровотечения в 1973 году; как сообщил Ким Алексею: «В сущности <…>, она была давно уже обречена. Любовь, доброта, великодушие — они жестоко наказываются <…>. Жестоко и неизбежно». Ким постепенно поднимался по социальной лестнице: работая механиком, вернулся к журналистике, в начале восьмидесятых получил квартиру в городе (отстоял девятилетнюю очередь, пригласив Корнакова на новоселье) и сошёлся с женщиной Люсей, у которой была глухонемая дочь.
«А затем пришло и двадцать шестое апреля 86-го года. Господь посетил нашу страну, и свершилась страшная трагедия Полынь-города». Ким немедленно отбыл к месту катастрофы: «Ведь был он отличным механиком и водил все виды автотранспорта. Отправляясь туда, он немного опасался, что его не примут из-за увечий, но сомнения эти оказались напрасными. У подножия гигантских развалин атомной печи никого не интересовало, целы ли у тебя оба глаза и все ли десять пальцев у тебя на руках. Вот тебе снаряжение, вот тебе противогаз, вот тебе бульдозер. И Ким все два месяца проработал бульдозеристом…» Он не только работал, но и писал репортажи с места событий. Главный редактор «Ташлинской правды», выписавший Киму отпуск, и партийное начальство в самой хамской форме отказали Волошину в публикации: он в буквальном смысле ползал перед ними на карачках, собирая листы рукописи. Однако, воспользовавшись отсутствием редактора, Ким «исхитрился выкинуть из очередного номера нашей родной „Ташлинской правды“ половину материалов и поместить на их месте статью „В Полынь-городе упала звезда“, подписанную собкором К. Волошиным». Насладившись кратковременной славой, он потерял работу в газете. Тут и оказалось, что из-за воздействия радиации он потерял все волосы на теле, а затем включились какие-то таинственные механизмы, из-за чего он стал «дьяволом», «Бичом Божьим».
Психофизиологическая суть изменений в организме Кима осталась непонятой врачами (Корнаковым, главврачом и патологоанатомом Моисеем Наумовичем Гольдбергом). Обретённый Волошиным в буквальном смысле в аду дар позволяет ему наносить нематериальные удары, вызывающие у жертвы либо кратковременное выпадение сознания, либо частичную или полную утрату памяти, либо мгновенную смерть, диагностируемую как следствие острой коронарной недостаточности. Поводом является любой стресс: от словесных обид до необходимости самозащиты или защиты своей семьи. Усиление людской озлобленности против Кима усиливает его способности, ему больше не нужен непосредственный контакт с жертвой.

### Кульминация и эпилог
Получивший всемогущество «дьявол»-Волошин стал действовать жёстко: расправился с первым секретарём райкома партии и его заместителем, стаей одичавших собак, компанией гопников, нанятых убить Кима, дочерью соседа-монтёра, издевавшейся над падчерицей Волошина Тасей, и её матерью (но в этом случае он пытался сдерживаться); чиновником Барашкиным, который по-хамски отнёсся к его жене Люсе, находящейся в больнице, и к работникам больницы; сотрудником КГБ, по всей вероятности предложившим ему сотрудничество с органами. Собственно, именно Корнаков вместе с патологонатомом Гольдбергом убедили Кима покинуть город, где стремительно распространялись слухи и ситуация была близка к бунту. Из Ташлинска он ушёл 29 января 1987 года. Люся Волошина некоторое время жила в городе (присматривала за ней соседка тётя Дуся), а затем Ким вызвал её неведомо куда вместе с дочерью Тасей, которая мало-помалу начала лепетать. К лету 1989 года Алексею, завершающему свои записки, ничего не известно о судьбе всех троих. Сам он всё-таки стал главврачом городской больницы.
Завершается повесть тремя «эпилогами»: «фантастическим», «простодушным» и «стандартным». В первом — фантастическом — на конспиративной московской квартире общаются полковник Титов (КГБ), полковник Плотник (Моссад), полковник Хайтауэр (ЦРУ). Из их реплик следует, что Волошин категорически отказывается работать со спецслужбами, могущество его возрастает и он способен наносить удары на расстояние многих тысяч километров. Во втором эпилоге содержится внутренний монолог Кима Волошина, который рассуждает о всемогуществе, упоминая, что трое героев предыдущего эпилога, которые собрались ударить по нему ракетой с наводкой из космоса, «всего лишь поносом отделались». У Люси родился от Кима сын Васенька, а «Таська уже и слышит, и говорит довольно внятно». В третьем эпилоге трое полковников осматривают воронку, «окаймлённую бугристым ободом из застывшей стекловидной массы», и рассуждают, что «бес умер».

И тут что-то мигнуло в огромном пространстве. И их не стало. Всех троих. Только валялась в траве полоска чёрного бархата. Но вскоре и она исчезла

## История создания

### Предыстория замысла
В «Комментариях к пройденному» Борис Стругацкий ретроспективно заявил, что «сама судьба хотела», чтобы пьеса «Жиды города Питера» стала последним произведением соавторов, однако весной 1990 года ему «казалось, что времени впереди ещё навалом». Стругацковеды — составители полного собрания сочинений С. Бондаренко и В. Казаков — отмечали:

…Многолетняя работа Авторов сопровождалась чередой творческих кризисов. Чаще всего они благополучно преодолевались, делая новые произведения лучше исходного замысла, самих Авторов — мудрее и опытнее, а их писательское мастерство — совершеннее. Но была особая категория кризисов, основанная практически на одной предпосылке: АНС в значительной степени или полностью писал на основе общей задумки некий текст, а его брат и соавтор совместной доработкой по каким-то принципиальным для него соображениям заниматься не хотел.
О том же писал и стругацковед Михаил Шавшин. Все биографы подчёркивали факт, что переживания от окружающей действительности, тяжёлая болезнь и общий психологический и физический кризис Аркадия Натановича сильно сказались на тональности произведения. Творческий кризис преодолён не был, хотя Борис Стругацкий в письме Г. Прашкевичу от 1 марта 2011 года дословно заявлял, что «…это была просто „временная потеря трудоспособности“, что можно ещё было попытаться приспособиться и перестроиться, но всё совпало так, что именно на этом всё и закончилось».
Основополагающая сюжетная идея была спонтанно зафиксирована в рабочем дневнике Стругацких во время работы над чистовиком «Града обреченного» в январе 1975 года. 23 января в дневнике содержится единственная за весь день запись: «Чел<ове>к, которого было опасно обижать». Днём позже составлен некий «список жертв». В записи от 25 января появляется имя героя — Кимм, ему около сорока лет, и годом ранее он осознал свой «дар-проклятье». То есть он обладал способностью помимо воли своей наносить ущерб людям, вознамерившимся нанести ущерб ему самому. Герой мыслился как своего рода современная проекция Христа, но «Христа безличного мира, образца абсолютной терпимости» и даже собирал «апостолов». Вероятно, отсюда происходили некоторые идеи романа «Отягощённые злом». Однако далее Аркадий Стругацкий заболел, у авторов появились другие дела, «ушёл первоначальный азарт». В списке нереализованных сюжетов, составленных Борисом Стругацким в июле 1980 года, под № 6 значится «Чел<ове>к, которого было опасно обижать». Его название — «Хромая судьба» — затем перешло к написанному авторами в 1982 году роману. Во время переработки романа в 1984 году авторами зафиксирована идея включить в его состав главу «„Охота на Василиска“ — погоня за человеком, которого было опасно обижать»; косвенно этот замысел был воплощён в одной из вставных главок романа «Отягощённые злом».

### Ход написания
Несмотря на то, что братья Стругацкие с 1984 года перешли на телефонное общение, ход работы над текстом повести документирован в их совместном рабочем дневнике и личном дневнике Аркадия Стругацкого. Таковы записи от 19, 20 и 22 мая 1990 года (совместная рабочая встреча), записи Бориса Стругацкого между встречами (24, 26 и 27 октября 1990 года и 16 января 1991-го). Аркадий Стругацкий фиксировал некоторые факты и размышления в дневниковых записях 16—22 мая и 8 августа 1990 года, 14, 19 и 24 апреля 1991 года, затем — 6, 8, 9, 19 и 25 мая, 19, 26 июня и 29 июля 1991 года.
Во время майской рабочей встречи 1990 года соавторы зафиксировали под 19 мая обсуждение «Несчастного мстителя». В последующие дни он обрёл имя Ким Волошин. Резюме сюжета: «история, как человек обнаруживает в себе дьявола». В личном дневнике Аркадия Натановича записано, что ему не хочется работать и «всё раздражает». Однако в том же дневнике под 22 мая появляются конкретные наброски по сюжету о Волошине: «М<ожет> б<ыть,> название „Бич божий“? „Бич сатаны“? „Бич зла“?» В этих заметках мало общего с реализованным текстом. Во время октябрьской совместной встречи 1990 года сюжет обозначался как «Бич Божий», причём тогда ещё Стругацкие не знали об одноимённом романе Е. Замятина, переиздававшемся как раз в те годы. Основное время рабочей сессии заняло согласование тезисов совместной программной статьи «Куда ж нам плыть?». По мнению В. Казакова и С. Бондаренко, Аркадий Натанович учёл историю создания двух предыдущих произведений — романа «Отягощённые злом» и пьесы «Жиды города Питера» — два произведения за пять лет при отсутствии ограничений на публикацию. В этих условиях он принял решение писать черновик единолично, «а уж потом как-нибудь согласовать — если получится». В дневнике 13 июня 1990 года Аркадий Стругацкий характеризовал Волошина как «героя Чернобыля». Кристаллизация замысла произошла 23 июня после просмотра видеофильма (в дневнике именуемого «Пришельцы из ада»). Написание текста черновика началось 16 июля: «Пожалуй, новая идея ценнее нашей прежней. Бич Божий не продукт эволюции, а выковывался ужасами жизни: военное детство, концлагерь, Полынь-город. Это последняя капля, с этого всё началось». Собственно написание черновика не документировано — по-видимому, эти заметки не отложились в архиве либо Аркадий Натанович освоил способ подготовки черновика на бумаге — при совместной работе Стругацких черновик сначала проговаривался и оценивался на слух, и лишь затем начиналось его оформление. Эта работа шла до середины сентября. Окончательный текст «Бича Божьего» был завершён 20 сентября, последний из трёх эпилогов — 28-го числа. Первым читателем, как обычно, стала супруга Елена Ильинична. В дневнике зафиксировано: «Недовольна. Штампованные ужасы… А я надеялся на безусловное одобрение». Видимо, в эти дни текст читал и Юрий Иосифович Черняков — лечащий врач и друг семьи, у которого Аркадий Натанович консультировался по возможности медицинского обоснования волошинского дара.
Когда черновик был закончен, в дневнике Аркадия Стругацкого от 5 октября задавался язвительный вопрос: «А у меня здесь мина замедленного действия: ББ. Интересно, кого она угробит. Меня или его?» Борис Натанович в то время уже использовал для работы персональный компьютер и завёл отдельный файл, но собственная концепция новой повести у него не сложилась. Судя по дневнику Аркадия, соображения Бориса он нашёл «совершенно неудовлетворительными. Но большею частью помалкивал (по опыту)». Записи в рабочем дневнике вполне нейтральны, там же обозначено, что непонятно, как завершить сюжет. Жизненный путь Кима Волошина резюмировался так: «война, блокада, эвакуация, детдом… диссидентство, лагерь? Чернобыль». Во время октябрьской встречи соавторов в основном шли переговоры с издательством по проектируемому 10-томному собранию сочинений и обсуждался авторский комментарий к нему (самый ранний подход к «Комментариям к пройденному»). 13 ноября Аркадию Натановичу приснился сон с продолжением сюжета и стихотворением «Танки справа, ребята, Танки справа, друзья!», которое вошло в окончательный текст. В декабре 1990 года Аркадий ознакомился с сюжетными заметками Бориса Стругацкого и 16-го числа в телефонном разговоре сообщил, что предложенный вариант сюжета ему не нравится. Последняя рабочая встреча в январе продлилась пять с половиной дней и завершилась тяжёлой ссорой. Больше братья не встречались и лишь изредка созванивались (начиная с 8 февраля).
6 февраля 1991 года Аркадий Стругацкий начал текст новой повести, название которого несколько раз менялось. В февральских записях текст именовался «Прокажённый», и сразу указывалось, что повесть выйдет в свет под псевдонимом «С. Ярославцев», против чего Борис Стругацкий не возражал (телефонный разговор 1 апреля). 27 марта в дневнике зафиксировано новое название «Бес между людей». 14 апреля черновик был завершён под заглавием «Дьявол между людей». Первым читателем вновь была Елена Ильинична Стругацкая, реакция которой определялась так: «В восхищении». Далее — вывод: «Теперь я ничего не боюсь». К 19 апреля резко ухудшилось самочувствие Аркадия Стругацкого и он «форсировал» работу над повестью, рассчитывая успеть в выпускаемый издательством «Текст» фантастический альманах «Завтра». Рукопись была передана в издательство 22 апреля. Никаких материалов, связанных с подготовкой черновика и чистовика, в архиве писателя не сохранилось. Итоговая машинопись объёмом 109 страниц имеет в конце приписку: «Москва. Июль 1990 года — апрель 1991 года». На титульном листе указано авторство С. Ярославцева.

### Выход в свет. Издания
В редакции «Текста» подготовкой повести к печати занимался Александр Мирер. 6 мая 1991 года они созванивались с Аркадием Стругацким, в дневниковой фиксации отмечено, что редактор попросил «заменить фамилию убитого в гостинице „Урал“: она полностью повторяет недавно помершего Захара Файнбурга, зав<едующего> кафедрой научного коммунизма в Перми». Аркадий Натанович предложил Гершензона. Окончательно редактирование завершилось к июню. В августе произошло резкое ухудшение состояния здоровья писателя. 5 октября Борис Стругацкий предложил А. Миреру и директору «Текста» В. Бабенко отдать текст в новый альманах, «Петербург, XXI век». Аргументация такова: «АНС очень плох, и я не вижу, чем ещё могу хоть немного порадовать его. „Петербург“ обещает опубликовать повесть в течение трёх месяцев». 27 сентября Борис Натанович возобновил бумажную переписку, уведомив брата о возможности скорой публикации и прося подписать договор. Письмо было получено, но не вскрыто: Аркадий Натанович уже не вставал и скончался 12 октября, о чём Бориса по телефону уведомила племянница Мария Гайдар.
В августовской переписке 1992 года Борис Стругацкий сетовал, что альманах должен был выйти в январе-феврале, но из-за экономического кризиса «все дела еле теплятся, в том числе и издательские». Хотя альманах числился в планах на 1993 год, в свет он так и не вышел. Библиограф Владимир Борисов в течение 1992 года первым опубликовал фрагмент повести под авторским названием «Дьявол между людей» в абаканском ньюслеттере группы «Людены» и в газете «Шанс». Наконец, в серии «Альфа-фантастика» вышел в свет сборник «Дьявол среди людей», название которого было дано редакцией. Договор на него Елена Ильинична Стругацкая как наследница заключила 17 июня 1993 года, хотя в печать тираж был подписан в августе предыдущего года. Имя редактора не упоминалось как в выходных данных сборника, так и в дополнительном томе с произведениями С. Ярославцева в «белом» собрании сочинений издательства «Текст». Состав этих изданий идентичен, но несколько отличался макет. В серии «Миры братьев Стругацких» повесть печаталась по изданию «Альфа-фантастики». При издании в 2001 году «чёрного» собрания сочинений издательства «Сталкер» редакторы ещё не располагали авторским чистовиком и часть правок вносилась «интуитивно», например в исправлении «кровавых» бомбардировок на «ковровые».
Повесть получила награду «Интерпресскон» (1994) в номинации «средняя форма (повесть)». «Дьявол среди людей» в 1993 году номинировался на премию «Великое Кольцо» (крупная форма) и в 1994 году на премию «Странник» (средняя форма).

## Литературные особенности

### Место «Дьявола среди людей» в творческом наследии А. и Б. Стругацких
Относительно различий стилистики и литературной техники Стругацких и произведений, написанных Аркадием и Борисом «соло», высказывались разные суждения. Философ Борис Межуев заявлял: «Всё, что писал С. Ярославцев (то есть отдельно Аркадий Натанович), было в общем и целом на порядок ниже творчества АБС, то, что писал С. Витицкий (то есть отдельно Борис Натанович), было не слабее лучших произведений великих братьев». Примерно в таких же выражениях характеризовал отдельные произведения А. Н. и Б. Н. Стругацких писатель Ант Скаландис. Биографы — историк Д. Володихин и писатель Г. Прашкевич — отмечали тяготение Аркадия Натановича к прямолинейным приключенческим сюжетам; он использовал значительно меньше изощрённых литературных приёмов, язык его проще, чем у «писателя братья Стругацкие»; «Дьяволу…» присущ динамизм, «приключенческий драйв». Критик Р. Арбитман отмечал, что «Дьявол…» написан намного суше, конспективнее, чем произведения Стругацких. Несмотря на оригинальность фантастического допущения, произведение осталось недоразвёрнутым (критик использует термин «полуэскиз»). В этом плане С. Ярославцев может быть обозначен как «некий паллиатив», вынужденный медиатор между набросками, «не успевающими стать новой книгой Стругацких», и готовым произведением.
По воспоминаниям переводчика-вьетнамиста Мариана Ткачёва, высоко «Дьявола среди людей» оценила Вера Маркова, у которой Аркадий Стругацкий учился художественному переводу с японского языка. Сама она не обсуждала творчество С. Ярославцева с Аркадием Натановичем, «считая тему щекотливой», хотя они много работали совместно.
Борис Натанович Стругацкий также оценивал «Дьявола среди людей» высоко — «по значимости вызвавших её [то есть повесть] к жизни идей и по мощи их воплощения». В сборник произведений «лучшего у Стругацких (по их собственным представлениям)» в 2008 году Борис Стругацкий включил и свой роман «Бессильные мира сего», и повесть брата «Дьявол среди людей». В интервью младший из братьев Стругацких утверждал, что Аркадия увлекла «идея превращения (под давлением невыносимых жизненных обстоятельств) современного человека в дьявола — идея, которая в наших дискуссиях хотя и упоминалась, но никогда не была ключевой». Соответственно, в повести множество мотивов, присущих личному мировосприятию Аркадия Натановича, который имел «определённое представление об описываемом времени и мире, и он впечатление от этого мира передал, в меру сил своих и способностей, читателю».
Ант Скаландис именовал «Дьявола среди людей» самым безысходным произведением Стругацких, ибо у главного героя нет светлых страниц в биографии и у мира, в котором ему довелось родиться, шансов на спасение нет. «Человек здесь нужен только спецслужбам, и только для того, чтобы взять его под контроль или уничтожить. А всякая перестройка оборачивается исключительно Чернобылем (Полынь-городом) или другой масштабной катастрофой». Критик полагал замысел повести «смелым», но пессимистическим: попытка персонифицировать мировое зло заканчивается признанием его непобедимости. Сюжет оставляет впечатление неоконченности: три шуточных эпилога не становятся катарсисом. Как отмечал биограф: «Время у АНа ещё было — от апреля до октября, целых полгода, — но желания что-то переделывать уже не было». Войцех Кайтох, ссылаясь на одно из последних интервью А. Стругацкого с В. Бабенко, резюмировал: «Открытым остаётся вопрос о том, не „Дьявол среди людей“ должен был быть той последней, самой важной вещью, которую Аркадий Стругацкий хотел… написать».

### Различия текста «Бича Божьего» и «Дьявола…»
Основной сюжет повести А. Н. Стругацкого во время работы 1990—1991 годов не претерпел изменений, но в рукописях содержится множество мелких и крупных различий. Была серьёзно переделана преамбула, расширен рассказ о мытарствах Кима до попадания в Ташлинск, добавлена новая глава о фронтовиках и их песнях. Напротив, обстоятельства появления Нины Востоковой и её знакомства с Кимом в Ташлинске подверглись существенному сокращению. Перенесена по тексту биография Моисея Наумовича, полностью элиминированы подробности пребывания Кима в тюрьме и лагере, от них остался пересказ на один абзац. Менее подробным стало начало истории с партийным хамом Барашкиным, сокращению подверглись сцены с попыткой самосуда над Кимом после смерти дочки монтёра и гибель проповедника-иеговиста. Некоторые персонажи поменяли имена: тётя Фрося стала тётей Дусей. Помимо прочего, прежний Оренбург заменён условным Ольденбургом (его «псевдоним» сталинских лет Новоизотовск — по аналогии с Чкаловым, в честь стахановца). Проводилась множественная стилистическая правка. По мнению С. Бондаренко и В. Борисова, «новая версия повести стала удачнее стилистически и композиционно».

### Безысходность бытия
Михаил Шавшин обращал внимание на то, что история Кима Волошина начинается с сюжета об изменённых состояниях сознания, вызываемых стрессами. Однако история, в которую он попал ребёнком, может быть охарактеризована лишь как «разверзнутый ад». Критик задавался вопросом, как можно определить предел человеческого сознания, после которого начинаются необратимые изменения. «Сколько надо пережить, чтобы ещё сохранить рассудок? В какой момент зарождается имманентное состояние агрессивности к людям, устраивающим рукотворный ад на Земле?» При этом Волошин не проявляет агрессии: в Ташлинске его первыми жертвами стали районный идеолог и секретарь райкома, исключительно из-за их собственного высокомерия и чванства. Для главных героев — врача и патологоанатома Гольдберга — истинная природа Кима была разъяснена «бабушкой-ведьмой» из криминального района: «Бесов не Бог создаёт. Это человеки по грехам своим бесов рождают, а потом сами же их закрестить тщатся. <…> Он никакой не колдун. Разнузданный он. Аггел». Эффективность ответной реакции нарастает в связи с ростом людской озлобленности. Как утверждал М. Шавшин, после прочтения повести «начинаешь задумываться, почему зла в мире становится все больше. А потом включаешь телевизор (на любом канале) и получаешь ответ на свой вопрос — насилие, кровь и жестокость в высокотехнологическом исполнении весь вечер. Именно тогда, когда люди отдыхают».
Публицист Сергей Переслегин в послесловии к изданию «Дьявола…» и «Поиска предназначения» в серии «Миры братьев Стругацких» обозначил их как «рукописи, вынесенные из ада», и основной акцент ставил на связь сюжета произведения Аркадия Стругацкого с войной. По мысли С. Переслегина, Вторая мировая война для России предстала и навсегда осталась «Войной (с большой буквы), Судным днём и состоявшимся Армагеддоном». Одним из её последствий стало появление «печального колдуна», «убийцы, осознающего себя убийцей», — опустошённого душой Кима Волошина. Существование его безысходно и бесцельно в самом прямом смысле: «Эти „старые карты ада“ просто существуют. Как существует и сам ад. Они не „выражают протест“, не пытаются „предотвратить“, не тщатся „научить“. Нельзя научить жить в аду». Библиограф В. Борисов в данном контексте отмечал, что «Ким Волошин, пройдя муки ада в реальной жизни, становится могущественным „дьяволом среди людей“, но также неспособен сделать этот мир хоть чуточку лучше».
Войцех Кайтох в исследовании «Дьявола среди людей» отмечал следующее: рассказчик-врач и герои повести именуют Кима Волошина дьявольским отродьем в буквальном смысле, хотя ничего злого ни в его природе, ни в его прошлом нет. Ким, пережив страшные события в детстве и юности, не сломался, сохранил положительные чувства, стремится жить нормальной жизнью, после смерти жены «прилепился» к женщине с глухонемой падчерицей, обладает железной волей и некоторыми идеалами. Обретя свой зловещий дар, Волошин не пользуется им беспричинно: «В общем-то было достаточно всего-навсего оставить его в покое, чтобы не иметь с ним проблем». Собственно, Волошин является эффективным орудием общественной самообороны, карая бандитов, хулиганов и беспринципных чиновников.
Израильский историк Михаил Сидоров предпринял попытку рассмотреть произведения Стругацких через призму философии Ницше. В контексте «Дьявола среди людей» вполне можно обнаружить идею стихийной одержимости из «Весёлой науки» (фрагмент 84), где говорится, что в музыке содержится «сила разряжать аффекты, очищать душу», смягчать ярость души. В сцене, когда патологоанатом Моисей Наумович и терапевт Алексей Андреевич решили навестить Кима Волошина и убедить его покинуть город, поначалу всё складывается неблагополучно: разговор оказался тяжёлым и нервным, Ким явно злился и готовил очередной психоэнергетический удар. В самый опасный момент Моисей Наумович внезапно разрядил обстановку, исполнив танец и песенку «местечкового балагулы» («Авраам, Авраам, дедушек ты наш! / Ицок, Ицок, старушек ты наш!», и т. д.). Атмосфера разрядилась, Алексей понял, что «смерть отдалилась и пропала», и Ким после этого «гоготал» минут пять, а на следующий день покинул город навсегда.

### Литературная форма. Контексты
Войцех Кайтох определял сюжетную основу «Дьявола среди людей» как «шкатулочную»: читателю предлагается сразу четыре апокрифических текста. Во-первых, это мемуар-донесение главврача Ташлинской горбольницы Алексея Андреевича Корнакова, составленный летом 1989 года по просьбе недавно умершего майора милиции С. Во-вторых, к воспоминаниям врача примыкают три эпилога: фантастический (в виде драматического текста или сценария фильма); простодушный (внутренний монолог Волошина, «мыслимый» им самим); стандартный (описание покушения на Кима, по мнению В. Кайтоха, неудавшегося). С точки зрения поэтики повесть примыкает к зрелым произведениям Стругацких семидесятых — восьмидесятых годов, для которых характерно чередование разнообразных литературных форм: записок, дневников, интервью, документов. Такой приём позволяет придать правдоподобие не только фантастическому допущению, но и любому литературному содержанию. По мнению В. Кайтоха, главный нарратор-врач выбран далеко не случайно: если произведение посвящено «дьяволу», в соответствии с распространённым мнением, именно врач менее всего склонен к иррационализму и его суждения в наибольшей степени заслуживают доверия. Сам по себе стиль рассказа Корнакова «отличается здоровой иронией, представляет объективное отношение к себе самому и повествуемой истории». Образ рассказчика основан на личности Юрия Иосифовича Чернякова — лечащего врача и друга Аркадия Стругацкого. Исследователи Е. А. Жиркова и И. С. Жеребилов выделяли в повести следующие мотивы: «размышления автора об этике и психологии в современном человеческом обществе, о влиянии общественного мнения на личность, о деструктуризации личности под влиянием безнаказанности и вседозволенности».
Литературное время в мемуаре Алексея Андреевича разворачивается неравномерно. Интродукция растянута на четыре десятилетия, при этом рассказчик не избегает намёков на предстоящие события, но ужасы биографии Кима представляет как нечто заурядное и неинтересное. Наррация ускоряется и приобретает сенсационный характер ближе к концу, когда Корнаков месте с патологоанатомом Гольдбергом, наблюдая за удивительными событиями в городе, поначалу только подозревали наличие глубинных связей между ними, а затем, осознав причину — Кима Волошина, — отправились, рискуя жизнью, убеждать Кима покинуть город. Именно Гольдберг с Корнаковым сначала опознают в Киме сбежавшего из ада демона, но затем находят его способностям вполне рациональное объяснение. Ад сотворён людьми и для людей, Волошин же, пройдя все круги ада, «не сгинул, а превратился в бомбу, начинённую сумасшедшей ненавистью и паническим ужасом. И не адских слуг он боится, а новых угроз со стороны ада человеческого. И не оснащён он адским оружием, а сам превратился в оружие». Е. А. Жиркова и И. С. Жеребилов также отмечали, что через всё повествование проходит образ ада, но ад сугубо конкретен, не имея отношения к мифологическим, религиозным и поэтическим образам. Это современная Киму Волошину реальность, устроенная так, что любая попытка Кима приподняться над обстоятельствами и построить личное счастье обречена на провал. Сюжет построен так, что единственным способом достижения счастья главным героем является разрушение установленного порядка. Впервые это проявилось в далёком детдомовском детстве, когда Ким неосознанно (истерикой) прервал песню фронтовика дяди Коли.
Кайтох выделил в повести множество мотивов, ранее встречавшихся в творчестве Стругацких. Таковы: способность убивать силой своего духа (голованы «Обитаемого острова» и «Жука в муравейнике»); социологический анализ поведения общества перед лицом опасности («Град обреченный»); обличение хамства и безнаказанности чиновников («Сказка о Тройке»). Город, где разворачивается действие, — Ташлинск — является местом событий «Отягощённых злом», а «не возбуждающий доверия рассказчик появился во „Втором нашествии марсиан“ и в „Парне из преисподней“». Начальные главы имеют сильный автобиографический подтекст: согласно Анту Скаландису, А. Н. Стругацкий вернулся к самым трагическим эпизодам своей жизни между февралём и августом 1942 года, когда после эвакуации из блокадного Ленинграда умер его отец, а сам он оказался в эвакуации в селе Ташла Оренбургской области, где воссоединился с матерью и братом. Аркадию было тогда 16 лет, но вполне вероятно, что пережитое пятилетним Кимом Волошиным основано на конкретных личных воспоминаниях. Описание разбойной Пугачёвки, где Ким устроил «собачью бойню», вероятно, основано на воспоминаниях Аркадия Стругацкого о службе в Канске в 1950-х годах.
Исследователь интеллектуальной истории Игорь Ионов (ИВИ РАН) выделял в повести и обычное для Стругацких описание социальной роли женщин как страдающего, неприспособленного к жестокой реальности объекта действий «власти и утопии». Ионов выделял образ Нины Востоковой как своего рода «святой мученицы советской эпохи», наиболее яркий пример места женщин во всём творчестве Стругацких как «термометра» общественных неурядиц. Нина — дочь известного литературоведа, влюбившаяся в диссидента, претерпевшая страшные гонения и сошедшая от этого с ума.
Литературовед Н. А. Сребрянская исследовала значимые литературные формы, особое внимание уделяя интродукции. Под интродукцией, вслед за литературоведом Н. В. Смирновой, Н. Сребрянская понимала «абсолютное начало текста, в котором задаются координаты художественного универсума». В формальном отношении абсолютным началом текста являются вводимые личностно-пространственно-временные координаты. Тему всего произведения формируют его начальные предложения, и даже неопределённость места или времени действия создаёт определённую картину на основе косвенных признаков. Н. А. Сребрянская исследовала 450 классических произведений художественной литературы, безотносительно языка, на котором они написаны, ибо литературная конструкция реализует универсальные значения лица, пространства и времени в начале текста. Из 450 задействованных произведений единственным исключением оказалась повесть «Дьявол среди людей», в которой личностно-пространственно-временные координаты вводятся во второй главе.
Каждая глава повести предваряется эпиграфами, некоторые из которых сами представляют собой притчи или малые сюжеты. Как установил библиограф В. Борисов, значительную часть эпиграфов сочинил сам А. Стругацкий. Открывающий повесть афоризм «Сон совести рождает чудовищ» — перефразирование названия одной из гравюр Гойи — согласно В. Кайтоху, ясно указывает направление интерпретации повести. Как обычно у Стругацких, текст изобилует цитированием и разнообразными аллюзиями и реминисценциями. В виде эпиграфов использован «Диспут» Гейне в переводе Мандельштама, а местоположение Ташлинска обозначено реминисценцией к «Тамбовской казначейше» Лермонтова. Во множестве использованы скрытые цитаты из романов А. Толстого «Пётр Первый» и Ш. де Костера «Легенда об Уленшпигеле»; в главе о посиделках ветеранов цитируются пьеса Горького «На дне». В тексте множество аллюзий к некрасовской поэме «Железная дорога», «Поэме о Сталине» Галича, библейским текстам на церковнославянском языке. Встречаются разнообразные проявления советской массовой культуры 1930—1960-х годов, включая песенки из мультфильмов про Винни-Пуха. Представлены даже фольклорные мотивы, например деревенское поучение, переданное одним из дядей Стругацких: «Ещё бабка поучала: „Как попил, ведро доской закрыл, ковшик на доску, гляди, ложи́ кверху донышком. А книзу донышком положишь если, гляди, беси в него насеруть…“» Среди нестандартных отсылок — текст И. Дубинского «В строю червонных казаков» («Свят Георгий во бое́ / На лихом сидит коне, / Держит в руце копие, / Тычет змия в жопие́»). Иногда встречаются более сложные аллюзивные цепочки: один из эпиграфов — «Дракон бедствовал, потому что управлялся самыми тёмными и стыдными органами своего тела» — это перефразировка фрагмента первой главы романа В. Иванова «Русь великая» (часть третья трилогии о начале Руси), в свою очередь представляющего собой сокращённую цитату из византийского историка Никиты Хониата.
В одной из немногих рецензий на публикацию «Дьявола…» в одном томе с «Поиском предназначения» (дополнительном к «белому» собранию сочинений Стругацких издательства «Текст») Максим Борисов отмечал сходство замыслов повести и романа, созданных каждым из братьев отдельно. «Это как бы те же самые две части, две половинки, составляющие все ту же единую неразделённую целостность — два взгляда на один и тот же сюжет, незримый диалог-монолог, продолжающийся даже после смерти одного из братьев…»

### Булгаковский претекст
Биографы Стругацких — историк Д. Володихин и писатель Г. Прашкевич (как и философ Б. Межуев) — отмечали, что на А. Стругацкого сильно повлияли булгаковские произведения, особенно «Мастер и Маргарита». Влияние претекста привело к «переходу к мейнстримовским правилам игры» и усилило тяготение к мистике. Вместе с тем булгаковские традиции реализовывались Стругацкими с помощью художественных средств, вырабатываемых авторами в течение трёх десятилетий. Стругацкие — атеисты, поэтому так называемые «мистические тексты» в их творческом наследии: «и „Дьявол среди людей“, и „Отягощённые злом“, и таинственные искушения Сорокина в „Хромой судьбе“ — образец псевдомистики». То есть в разнообразных мистических проявлениях А. Н. Стругацкого увлекал элемент непознаваемости, который служил удобным антуражем для диалогического действия. Литературовед В. Г. Иванченко отмечал, что «Дьявол среди людей» реализует редкую разновидность фантастического допущения в русской литературе — сверхспособности, не связанные с какими-то техническими приспособлениями или манипуляциями с организмом. В одном ряду с повестью С. Ярославцева могут быть названы «Блистающий мир» Грина (1923), «Ночной орёл» Александра Ломма (1965), «Эффект бешеного солнца» Александра Полещука (1970) и «Быстрые сны» Зиновия Юрьева (1976).
Войцех Кайтох сосредоточился на разительном контрасте между названием повести и сущностью главного героя, отталкиваясь от тезиса С. Переслегина о том, что в православной доктрине справедливость является прерогативой дьявола, ибо Богу свойственно милосердие. Ничего подобного не имеется в церковной доктрине и в выступлениях религиозных публицистов; напротив, данная формула полностью соответствует идейному пафосу «Мастера и Маргариты». Кайтох, в свою очередь, основывался на работе А. В. Злочевской о религиозно-философской доктрине, изложенной в романе М. А. Булгакова. А. Злочевская показывает, что первым же действием Иешуа, появившегося на страницах романа, является исцеление грешника Пилата от головной боли, тогда как Воланд (не своими руками) отрезает голову грешнику Берлиозу. То есть Булгаков задаёт принципиальное различие функций Бога и дьявола: закон дьявола — справедливое наказание, а закон Бога — милосердие. Далее исследовательница отмечает, что советским критикам Воланд «понравился чрезвычайно» именно тем, что карает по справедливости, и не единожды упоминалось, что булгаковский Воланд совмещает Бога и дьявола в одном лице. Концепция булгаковского Мастера очевидно еретична, но роман Булгакова христианский по сути своей, ибо Иешуа пришёл не к праведникам (ибо от чего их и спасать?), но к грешникам. Великая искупительная жертва освободила людей от справедливого наказания, ибо на смену ему пришло прощение. На этом, согласно А. Злочевской, построен контраст романного диптиха: вымышленный Ершалаим гораздо более реален, чем обрисованная в деталях окружавшая Булгакова Москва, ибо древний город освещён присутствием Бога, да и грешники там от Бога не отказались. Москвичи, отринув Бога, оказались во власти сатаны, добровольно вручили свои судьбы дьяволу, и Воланд приступил к своим обязанностям, то есть к наказанию грешников. По мысли В. Кайтоха, Аркадий Стругацкий вполне мог отыскать в романе Булгакова мысль о дьявольском происхождении земной справедливости, и приводимые в тексте примеры советского революционного проекта носят исключительно кошмарный характер.

Союзные моряки стали жаловаться, что, сойдя на берег после арктических тягот, они у нас лишены женской ласки и оттого могут ненароком исчахнуть. Тогда горком обратился к комсомолкам в возрасте от семнадцати до двадцати лет с предложением порадеть нашим славным товарищам по оружию. Те, конечно, порадеть не отказались. Что делать, времена тяжёлые, а тут тебе и консервы, и шоколад, и виски, и чулочки. Однако, когда война закончилась, их всех объявили изменниками Родины, погрузили на баржи и потащили в открытый океан. На остров Сальм, как им объявили. Но до острова Сальма их не дотащили, а потопили из-под воды торпедами. Светило красное полуночное солнце, белело небо над далекой кромкой вечных льдов, океан был как зеркало, и до самого горизонта виднелись по воде женские головы — русые, каштановые, чёрные…— Эпиграф к главе 4.
В этом контексте В. Кайтох задался вопросом, справедливо ли карает Ким Волошин — «дьявол среди людей»? Частичный намёк на это помещён во втором эпилоге, где сам Волошин сомневается, логично ли то, что его несостоявшиеся убийцы-военные наказаны сильным поносом, а комендант милиции — потерей сознания, тогда как дочь соседей — ребёнок — заплатила жизнью за издательства над Тасей — подчерицей Кима? Исследователь предположил, что справедливость Волошина ситуативна и зависит от степени его личного страдания: действия спецслужб или бандитов хорошо ему известны и не имеют такого же значения, как боль удочерённой девочки или личная обида. Вероятно, Ким определяет меру наказания по своему усмотрению и руководствуется вовсе не общественными нормами справедливости. В этом писательское открытие Аркадия Стругацкого: любой конкретный человек может получить право самому судить поступки ближних, не считаясь ни с какими конвенциями или общественными интересами. Мысль эта высказана бывшим военным, лояльным советским гражданином, «которому всю жизнь внушалось убеждение в приоритете общественных, классовых или коллективных интересов над личными».

## Издания
- Дьявол между людьми. Фрагмент // Абакан. — 1992. — 16 окт.
- Дьявол среди людей : [Сборник] / С. Ярославцев; [Худож. П. Караченцов]. — М.: Текст, 1993. — 282,[3] с. — (Альфа-фантастика). — ISBN 5-87106-052-8.
- Дьявол среди людей / Предисл. Б. Стругацкого «Краткая история одного псевдонима» (С. 5—8); Худож. В. Любаров; Ред. Н. Гуве. — М.: Текст, 1995. — 335 с. — (Собрание сочинений. Т. 4, доп.). — 20 000 экз. — ISBN 5-7516-047-9.
- Дьявол среди людей; Поиск предназначения, или Двадцать седьмая теорема этики; Подробности жизни Никиты Воронцова: Фантаст. романы / Послесл. С. Переслегина «Репетиция оркестра» (С. 565—572); Сер. оформл. С. Герцевой, А. Кудрявцева; Сост. Н. Ютанов; Ил. Я. Ашмариной. — М.: ООО «Изд-во АСТ-ЛТД»; СПб.: Terra Fantastica, 1997. — 576 с.: ил. — (Миры братьев Стругацких). — 15 000 экз. — ISBN 5-15-000796-X; ISBN 5-7921-0210-4.
- Стругацкий Аркадий, Стругацкий Борис. Собрание сочинений в 11 т.: Т. 10. С. Витицкий, С. Ярославцев / Под общ. ред. С. Бондаренко, Л. Филиппова; текстолог. работы С. Бондаренко. — Донецк: Сталкер; СПб.: Terra Fantastica, 2001. — 751, [1] с. — 10 000 экз. — ISBN 966-596-455-0; ISBN 5-7921-0479-4.
- S. Jaroslawzew. Ein Teufel unter den Menschen / Ubersl. E. Simon // Reptilienliebe / Hrsg. Wolfgang Jeschke. — München: Wilhelm Heyne Verlag, 2001. — S. 391—519. — (Heyne Science Fiction & Fantasy). — ISBN 3-453-17113-6.
- За миллиард лет до конца света: Фантаст. произведения. Т. 8 / Оформл. А. Саукова; отв. ред. Н. Ютанов. — М.: ЭКСМО; СПб.: Terra Fantastica, 2006. — 622 с. — (Отцы-основатели: Рус. пространство). — 5 100 экз. — ISBN 5-699-18877-0; ISBN 5-7921-0714-3.
- За миллиард лет до конца света [сборник составлен лично Борисом Стругацким]: Улитка на склоне; Второе нашествие марсиан; Хромая судьба; Град обреченный; За миллиард лет до конца света; Отягощённые злом, или сорок лет спустя / Аркадий и Борис Стругацкие. Дьявол среди людей / С. Ярославцев. Бессильные мира сего / С. Витицкий. — М.: Эксмо; СПб.: Terra Fantastica, 2008. — 1261, [1] с. — ISBN 978-5-699-27504-5.
- Ďábel mezi lidmi / Přeložil Libor Dvořák; Ilustrace na obálce Marek Hlavatý; Autorský medalion «O autorech» Vlado Ríša (S. 495—498); Grafická úprava obálky Dagmar Krásná; Odpovědná redaktorka Marie Semíkobá. — Praha: Triton, 2008. — 498 s. — (Trifid). — ISBN 978-80-7387-026-3.
- Jaroslawzew S. Ein Teufel unter den Menschen / Übersetzung von Erik Simon // Werkausgabe 3 / Herausgegeben von Sascha Mamczak und Erik Simon; Übersetzung Nachdichtungen (außer in der Übersetzung von Hans Földeak): Erik Simon; Textbearbeitung und Redaktion (außer: Ein Teufel unter den Menschen): Anna Doris Schüller. — München: Wilhelm Heyne Vergag, 2011. — 896 S. — ISBN 978-3-453-52685-3. — S. 683—826.

### Комментарии
1. ↑  В рецензии на книгу Чака Паланика «Колыбельная» Дмитрий Быков и Ирина Ашумова обращали внимание, что связанные сюжетно «Дьявол среди людей» и «Поиск предназначения» братьев Стругацких предвосхитили это произведение[1].
2. ↑  Редактор и писатель Александр Етоев в панегирике Аркадию Стругацкому, помещённому в «роман-энциклопедию» «Книгоедство», утверждал: «Настоящее пространство жизни — это книга»[48].